# تيم أوستن
تيم أوستن (بالإنجليزية: Tim Austin)‏ هو ملاكم أمريكي. حقق بطولة الاتحاد الدولي للملاكمة. حقق الميدالية البرونزية في الألعاب الأولمبية الصيفية 1992. فاز ببطولة اتحاد الملاكمة العالمي لوزن الديك في 1997 ونجح في الحفاظ على لقبه 10 مرات قبل أن يخسر أمام رافائيل ماركيز في سنة 2003.

## مشاكل قانونية
بعد فترة وجيزة من فقدان اللقب لماركيز، اتهم أوستن وبرئ في وقت لاحق، باغتصاب فتاة تبلغ من العمر 16 عاما.

## الميداليات
| الميدالية | المسابقة                       |
| --------- | ------------------------------ |
| برونزية   | الألعاب الأولمبية الصيفية 1992 |

## روابط خارجية
- تيم أوستن على موقع بوكس ريك (الإنجليزية) (registration required)
- تيم أوستن على موقع أوليمبيديا (الإنجليزية)